# Narp
Narp é uma comuna francesa na região administrativa da Nova Aquitânia, no departamento dos Pirenéus Atlânticos. Estende-se por uma área de 6,5 km². Em 2010 a comuna tinha 116 habitantes (densidade: 17,8 hab./km²).